# Кызыл-Кырман
Кызыл-Кырман (кирг. Кызыл-Кырман) — село в Узгенском районе Ошской области Кыргызстана. Входит в состав Баш-Дебенского аильного округа. Код СОАТЕ — 41706  255 808 04 0

## Население
По данным переписи 2023 года, в селе проживало 2 336 человек.